# Washington Wizards 1997-1998
La stagione 1997-98 dei Washington Wizards fu la 37ª nella NBA per la franchigia.
I Washington Wizards arrivarono quarti nella Atlantic Division della Eastern Conference con un record di 42-40, non qualificandosi per i play-off.

## Roster
| N° | Naz.                   | Ruolo | Sportivo         | Anno | Alt. | Peso |
| -- | ---------------------- | ----- | ---------------- | ---- | ---- | ---- |
| 1  | Stati Uniti (bandiera) | G     | Rod Strickland   | 1966 | 191  | 79   |
| 2  | Stati Uniti (bandiera) | G     | God Shammgod     | 1976 | 183  | 77   |
| 3  | Stati Uniti (bandiera) | G     | Lawrence Moten   | 1972 | 196  | 84   |
| 4  | Stati Uniti (bandiera) | AC    | Chris Webber     | 1973 | 206  | 111  |
| 5  | Stati Uniti (bandiera) | A     | Juwan Howard     | 1973 | 206  | 109  |
| 12 | Stati Uniti (bandiera) | G     | Chris Whitney    | 1971 | 183  | 76   |
| 21 | Stati Uniti (bandiera) | GA    | Ledell Eackles   | 1966 | 196  | 100  |
| 23 | Stati Uniti (bandiera) | G     | Tim Legler       | 1966 | 193  | 91   |
| 30 | Stati Uniti (bandiera) | AC    | Ben Wallace      | 1974 | 206  | 109  |
| 31 | Stati Uniti (bandiera) | A     | Darvin Ham       | 1973 | 201  | 100  |
| 33 | Stati Uniti (bandiera) | GA    | Jimmy Oliver     | 1969 | 196  | 93   |
| 35 | Stati Uniti (bandiera) | A     | Tracy Murray     | 1971 | 201  | 102  |
| 40 | Stati Uniti (bandiera) | GA    | Calbert Cheaney  | 1971 | 201  | 95   |
| 43 | Stati Uniti (bandiera) | AC    | Lorenzo Williams | 1969 | 206  | 91   |
| 44 | Stati Uniti (bandiera) | A     | Harvey Grant     | 1965 | 203  | 88   |
| 52 | Stati Uniti (bandiera) | AC    | Terry Davis      | 1967 | 206  | 102  |

## Staff tecnico
- Allenatore: Bernie Bickerstaff
- Vice-allenatori: Jim Brovelli, Mike Brown, John Outlaw